# Eccoptosage waagenii
Eccoptosage waagenii là một loài tò vò trong họ Ichneumonidae.